# 澳門專檔
《澳門專檔》是專記澳門近代史的重要史料，由中央研究院近代史研究所所編，共四冊。《澳門專檔》第一冊於1992年12月初版，第四冊於1996年出版。所記載時間由清咸豐十一年至民國十六年，乃根據清末總理衙門、外務部及其後政府之外交部史料檔案彙編而成。

## 內容
- 第一冊（1897-1912）：為總理衙門時期，內容包括了葡萄牙在澳門的擴址事件、日斯巴尼亞公使瑪斯調停「贖回」澳門事宜和《中葡里斯本草約》簽訂後清廷的反應。
- 第二冊（1905-1911）：為外務部時期，內容主要為駐法公使劉式訓就中葡勘界之談判。
- 第三冊（1851-1911）：內容編彙了清政府與葡萄牙對《中葡和好通商條約》之交涉及1900年後有關中葡界務交涉等文件。
- 第四冊（1911-1928）：其內容為北洋政府與廣州軍政府的外交部檔案，中葡對澳門問題的交涉文件和廣東香山勘界維持會的言論。

## 書籍資料
- 《澳門專檔（一）》1897～1912年，黃福慶、莊樹華、王玥合編，1992年12月初版，ISBN 9576710979
- 《澳門專檔（二）》1905～1911年，黃福慶、莊樹華、謝晶如、周碧華合編1993年12月初版，ISBN 9576711975
- 《澳門專檔（三）》1861～1911年，1994年12月初版，ISBN 9576713080
- 《澳門專檔（四）》1911～1928年，1996年6月初版，ISBN 9576714141